# Jingcheng (köpinghuvudort i Kina, Jiangxi Sheng, lat 29,28, long 117,22)
Jingcheng är en köpinghuvudort i Kina. Den ligger i provinsen Jiangxi, i den sydöstra delen av landet, omkring 150 kilometer nordost om provinshuvudstaden Nanchang. Antalet invånare är 43 426. Befolkningen består av 21 135 kvinnor och 22 291 män. Barn under 15 år utgör 20,0 %, vuxna 15-64 år 74 %, och äldre över 65 år 4,0 %.
Runt Jingcheng är det tätbefolkat, med 369 invånare per kvadratkilometer. Närmaste större samhälle är Jingdezhen, 1,5 km nordväst om Jingcheng. Runt Jingcheng är det i huvudsak tätbebyggt.
Genomsnittlig årsnederbörd är 2 597 millimeter. Den regnigaste månaden är juni, med i genomsnitt 468 mm nederbörd, och den torraste är oktober, med 52 mm nederbörd.